# Ferdinand Schmidt (Kirchenmusiker)
Ferdinand Schmidt (* 25. Oktober 1883 in Dabringhausen; † 22. April 1952 in Remscheid-Lüttringhausen) war ein deutscher Kirchenmusiker.

## Leben
Ferdinand Schmidt besuchte ab 1894 die Blindenanstalt in Düren. Ab 1899 wechselte er zur Blindenanstalt in Neuwied. 1900 besuchte er das Konservatorium der Stadt Köln. 1904 legte er sein Klavierexamen und 1906 das Orgelexamen ab.
Im selben Jahr wurde er Organist an der Lutherkirche in Köln. Von 1921 bis 1944 wirkte er als Kantor und Organist an der Lutherkirche in Düren. Nach dem II. Weltkrieg wirkte er als Kirchenmusiker in der Evangelischen Stiftung Tannenhof in Remscheid-Lüttringhausen.
Ferdinand Schmidt war Gründer der Niederrheinischen Chorgemeinschaft, die später von seinem Sohn Hartmut Schmidt übernommen wurde. Des Weiteren war er langjähriger Landesobmann des Verbandes der Kirchenchöre im Rheinland und Herausgeber der Zeitschrift Kirchenchordienst. Sein Nachlass ist im Archiv der Evangelischen Kirche im Rheinland archiviert.
Für seine Verdienste wurde er mit dem Titel eines Kirchenmusikdirektors ausgezeichnet. Sein Enkel ist der Bassbariton Andreas Schmidt.

## Kompositionen
- O Haupt voll Blut und Wunden – O Traurigkeit, o Herzeleid.  2 Liedsätze zur Passionszeit für Frauenchor. Bärenreiter-Verlag.
- Wach auf, du deutsches Land. Chor SATB. (Bruder Singer). Bärenreiter-Verlag.
- Wo Gott zum Haus nicht gibt sein Gunst. Chor SATB. (Bruder Singer). Bärenreiter-Verlag.